# Hideki Tsukamoto
Hideki Tsukamoto (jap. 塚本 秀樹, Tsukamoto Hideki; * 9. August 1973 in der Präfektur Nagasaki) ist ein ehemaliger japanischer Fußballspieler.

## Karriere
Tsukamoto erlernte das Fußballspielen in der Schulmannschaft der Kunimi High School und der Universitätsmannschaft der Meiji-Universität. Seinen ersten Vertrag unterschrieb er 1996 bei Avispa Fukuoka. Der Verein spielte in der höchsten Liga des Landes, der J1 League. Am Ende der Saison 2001 stieg der Verein in die J2 League ab. Für den Verein absolvierte er 93 Spiele. 2006 wechselte er zu V-Varen Nagasaki. Ende 2006 beendete er seine Karriere als Fußballspieler.